# Fernand Pauriol
Fernand Pauriol dit Duval (13 septembre 1913 à Mallemort - 12 août 1944 à Fresnes) est un journaliste et militant communiste français, résistant durant la Seconde Guerre mondiale.

## Biographie

### Origines et études
Fernand Pauriol naît en 1913 à Mallemort dans les Bouches-du-Rhône. Son père est charpentier. Il fait ses études à l’école d’hydrographie de Marseille d’où il sort radio-télégraphiste de la marine marchande.

### Engagement politique
Il adhère aux Jeunesses communistes en 1930, puis au Parti communiste l'année suivante.
Membre du Comité directeur du Secours rouge international (SRI), dont il est l’un des principaux dirigeants à Limoges, il est appelé au début de 1936 à Marseille pour donner au SRI une nouvelle orientation dans le cadre du Front populaire. Il signe des articles pour le journal de cette organisation, La Défense.
Ses talents de journaliste incitent François Billoux à lui confier la direction de l'hebdomadaire Rouge-Midi.

### Résistance
Mobilisé dans la goniométrie, service de détection des émissions radio, Fernand Pauriol, sitôt démobilisé se cache sous le pseudonyme de Duval, devenant le responsable national du Parti communiste pour les émissions clandestines. Il installe des stations et forma des radios.
Fernand Pauriol fabrique lui-même en février 1942 un appareil émetteur assez puissant pour diffuser jusqu’à Londres et de là, par le relais de l’ambassade soviétique. Il installe un autre émetteur dans la région parisienne. Ainsi, Fernand Pauriol se trouve être le seul lien avec l’Orchestre rouge.
Traqué, il finit par être arrêté le 13 août 1943 à Pierrefitte, en région parisienne. Il feint de passer pour un agent subalterne, mais est identifié. Interrogé, torturé, soumis au chantage, il est incarcéré à la prison de Fresnes. Il est condamné à mort le 19 janvier 1944 et fusillé le 12 août.
D'abord inhumé au cimetière de Bagneux, le cercueil est ensuite déplacé le 14 novembre 1944 au Vésinet, où réside sa famille, et inhumé dans le carré militaire du cimetière municipal.

## Reconnaissance
Fernand Pauriol est reconnu « Mort pour la France » par le ministère des Anciens Combattants le 16 avril 1946.
Une rue de Marseille porte son nom depuis le 23 juillet 1945.
La médaille de la Résistance lui est conférée par décret le 5 janvier 1959.